# ییگ
ییگ (به صربی: Ljig) یک شهرستان در صربستان است که در ناحیه کولوبارا واقع شده‌است. ییگ ۱۵۰ متر بالاتر از سطح دریا واقع شده‌است.